# علی صوفو اوغلو
علی صوفو اوغلو (Ali Sofuoğlu؛ متولد ۳ ژوئن ۱۹۹۵) کاراته‌کا ترک است که در کاتا رقابت می‌کند. وی در سال ۲۰۲۱ یکی از مدال‌های برنز کاتای مردان را در بازی‌های المپیک تابستانی ۲۰۲۰ در توکیو ژاپن به دست آورد.
علی صوفو اوغلو در سال‌های ۲۰۱۰ و ۲۰۱۱ قهرمان اروپا در رده نوجوانان بود، در رده سنی نوجوانان سه بار متوالی از سال ۲۰۱۱ تا ۲۰۱۳ نایب قهرمان شد. او در رده زیر ۲۱ سال موفق شد در سال ۲۰۱۵ قهرمان جهان شود. دو بار دیگر در سال‌های ۲۰۱۴ و ۲۰۱۶ قهرمان اروپا شد.

### المپیک ۲۰۲۰ توکیو
علی صوفو اوغلو از طریق رنکینگ المپیک به المپیک ۲۰۲۰ توکیو که در سال ۲۰۲۱ به دلیل کوید۱۹ برگزار شد، راه یافت. وی مرحله گروهی را در رده دوم پس از ریو کییونا با امتیاز ۲۷٫۳۲ به پایان رساند و به دوئل مدال برنز مقابل پارک هی جون راه یافت، او با امتیاز ۲۷٫۲۶ از امتیاز ۲۶٫۱۴ پارک هی جون جلو رفت و مدال برنز خود را قطعی کرد. پس از قهرمان المپیک ریو کییونا مدال طلا و دامیان کوینترو مدال نقره، آریل تورس نیز در کنار علی صوفو اوغلو به مدال برنز دست یافتند.
وی در سوپر لیگ سال ۱۴۰۱ و ۱۴۰۲ به یکی از تیم‌های ایران با مربیگری حسن روحانی پیوست و در همان سال آن تیم قهرمان سوپر لیگ ایران شد.